# Abbas Chahrour
Abbas Chahrour (en árabe: عباس شحرور‎; Burj Hammoud, Líbano; 1 de enero de 1972) es un exfutbolista del Líbano que jugaba en la posición de defensa.

## Carrera

### Club
Jugó toda su carrera con el Nejmeh SC de 1994 a 2003, con el que fue dos veces campeón nacional y ganó nueve copas nacionales.

### Selección nacional
Jugó para Líbano en 25 ocasiones de 1996 a 2001 y anotó dos goles; participó en los Juegos Asiáticos de 1998 y en la Copa Asiática 2000.

## Logros
- Primera División de Líbano: 2

1999/2000, 2001/02
- Copa de Líbano: 2

1996/97, 1997/98
- Copa Elite del Líbano: 5

1996, 1998, 2001, 2002, 2003
- Supercopa de Líbano: 2

2000, 2002

## Estadísticas

### Goles con selección nacional
| N.º | Fecha      | Sede                                                 | Rival     | Marcador | Resultado | Torneo                   | Ref.                    |
| --- | ---------- | ---------------------------------------------------- | --------- | -------- | --------- | ------------------------ | ----------------------- |
| 1   | 4-12-1998  | Surat Thani Province Stadium, Surat Thani, Tailandia | Tailandia | 2–0      | 5–1       | Juegos Asiáticos de 1998 | [ 3 ]                   |
| 2   | 15-10-2000 | Camille Chamoun Sports City Stadium, Beirut, Líbano  | Irak      | 1–2      | 2–2       | Copa Asiática 2000       | [ 4 ] [ 5 ] [ 6 ] [ 7 ] |